# Museo Igor Savitsky
El Museo Igor Savitsky o el Museo de arte de Nukus es un museo de arte con sede en Nukus, una localidad de Uzbekistán. Inaugurado en 1966, el museo alberga una colección de más de 82.000 elementos, que van desde antigüedades de Jorezm al arte popular karakalpako, bellas artes de Uzbekistán, y, excepcionalmente la segunda colección más grande de la vanguardia rusa en el mundo (después de la del Museo Ruso de San Petersburgo).
El museo representa el trabajo de toda una vida de Igor Savitsky, cuyo legado incluye miles de tesoros artísticos y culturales en exposición permanente, lo que convierten en uno de los edificios más interesantes del arte antiguo y moderno.